# Kyle Weaver
Pour les articles homonymes, voir Weaver.
Kyle Donovan Weaver (né le 18 février 1986 à Janesville, Wisconsin) est un basketteur professionnel américain évoluant au poste d'arrière.

## Biographie
Le 26 juin 2008, il est drafté en 38e position par les Bobcats de Charlotte en 2008. Le 11 août 2008, il est envoyé au Thunder d'Oklahoma City contre un second tour de draft 2009 de la NBA, qui appartenait à l'origine aux Nets du New Jersey. Peu utilisé en début de saison, il finit par s'imposer dans une équipe jeune et prometteuse aux côtés de Kevin Durant, Jeff Green et Russell Westbrook. Le Thunder l'envoie plusieurs fois en D-League chez les 66ers de Tulsa, en avril 2009, novembre 2009, mars 2010 et avril 2010.
Weaver participe au camp d'entraînement 2010 avec les Bulls de Chicago mais il est libéré le 21 octobre. Après avoir passé plusieurs mois en D-League, il signe chez le Jazz de l'Utah le 30 mars 2011.
Le 20 avril 2011, il signe avec le Spirou Charleroi en Belgique pour la fin de saison 2010-2011.
Le 22 juillet 2011, il signe avec l'ALBA Berlin en Allemagne.
Le 1er octobre 2012, il signe avec les Grizzlies de Memphis. Le 23 octobre 2012, il est libéré par les Grizzlies. Weaver signe ensuite chez les Toros d'Austin en D-League. Le 25 février 2013, il est transféré au Charge de Canton.
Le 19 août 2013, il signe un contrat d'un an avec l'Azzurro Napoli en Italie.
Le 28 octobre 2014, il signe avec le Bnei Herzliya en Israël pour la saison 2014-2015. Le 9 janvier 2015, il est libéré par l'équipe israélienne. Le 7 mars 2015, il signe chez les 
Caciques de Humacao (en) au Porto Rico.
Le 28 août 2015, il revient en Italie où il signe au Roseto Sharks.

## Palmarès
- First-team All-Pac-10 (2007)
- Second-team All-Pac-10 (2008)